# 鉻綠線綠光雷射瞄準器
鉻綠線武器技術是武器附件技術的領導者，負責眾多槍械革新——包括綠光和紅光雷射瞄準器、FACT槍掛式攝像機、ECR即時啟動（INSTANT-ON）激活技術，TacLoc槍套、TACLIGHT、LED槍掛式照明器和其他射擊附件。鉻綠線總部位於明尼蘇達州明尼阿波利斯市，致力於實現尖端技術，為民用、軍用和警用市場設計緊湊而功率強大的自衛產品。鉻綠線的產品在美國設計和製造。
鉻綠線提供多種雷射設備選擇：
- 鉻綠線綠色雷射利用可見光譜中心附近的510—532纳米波长范圍，產生最佳瞄準點，其亮度要比傳統紅光高達50倍，在任何時間，任何條件下都可見，而且在普通激光無法在室內或室外實現的遠處亦有效果。
- 鉻綠線紅色雷射利用635—650纳米的雷射波長范圍以產生可能是最亮、最銳利的紅點，在激光衰褪和失效的可能較少的情況下，提供更正面的目標定位，更高的準確性和強大的威嚇力。[2]

## 型號
通用款式：

### C系列—緊湊型
- 鉻綠線C5——綠光雷射瞄準器＋戰術燈。[3]裝有綠光雷射、輻射（RADIANCE）式戰術燈，具有CREE LED、即時啟動和多種操作模式。
- 鉻綠線C5L——用於袖珍型手槍的戰術燈／雷射組合件。持續模式以下的燈光輸出為100流明，而頻閃模式以下則是140流明。[3]
- 鉻綠線C5L-R——用於袖珍型手槍的戰術燈／雷射組合件。C5L的紅光雷射版本，戰術燈方面與C5L相同。[3]
- 鉻綠線CTL——緊湊型戰術燈，除了無雷射功能以外，輸出與C5L型號相同。裝有輻射式戰術燈，具有CREE LED和多種操作模式。[3]
- 鉻綠線C5——只使用即時啟動技術的綠光雷射瞄準器。[3]
- 鉻綠線C5-R——只使用即時啟動技術的紅光雷射瞄準器。[3]

### X系列—全尺寸型
- 第三代鉻綠線X5L——適合全尺寸、具有導軌的手槍的綠光雷射瞄準器＋戰術燈。[4]具有最光亮的綠光雷射、500流明的戰術燈、即時啟動和多種操作模式。通用適合標準全尺寸、而且配備導軌的手槍。有沙色版本。[4]
- 鉻綠線X5L-RS——X5L的適用於長槍（步枪或散彈槍）版本，具有最光亮的綠光雷射、500流明的戰術燈、即時啟動、多種操作模式，以及藉導線連接著、具有兩個按鈕的重型防水遙控壓力開關。[4]
- 裝有攝影機的鉻綠線X5L——除了具備第三代X5L的所有功能，還新增了高清攝影機和可用於音頻和视频記錄的麦克风。通用適合標準全尺寸、而且配備導軌的手槍。[4]
- 裝有攝影機的鉻綠線XTL——裝有500流明的戰術燈、高清攝影機和可用於音頻和視頻記錄的麥克風。通用適合標準全尺寸、而且配備導軌的手槍。[4]

槍械特定型號：

### 反應器
反應器系列型號適用於以下生產商的多款槍械槍型號：響尾蛇、格洛克、卡爾、雷明登、儒格、西格&紹爾、史密斯威森、春田和金牛座。
- 第二代鉻綠線反應器R5——採用即時啟動模式的R5綠光雷射瞄準器的亮度比傳統紅光雷射瞄準器高50倍。配備亮綠光雷射，電池續航時間長達5個小時，即時啟動技術，射程達到100碼。[5]
- 第二代鉻綠線反應器R5-R——R5-R紅光雷射瞄準器具有相同的質量和性能，但發出的是紅光雷射。包括即時啟動技術。[5]
- 第二代鉻綠線反應器RTL——RTL戰術燈具有輻射式技術、即時啟動的照明面積是水平區域的2倍。[5]

### E系列
E SERIES™是日常攜帶的必備裝備。這種基本的雷射瞄準器具有明亮的紅光雷射，適合以下槍械製造商的各款型號：儒格、金牛座、伯莎、瓦尔特、格洛克、西格&紹爾、春田和史密斯威森。

## 資料來源
1. 1 2 3 4 5  . Viridian Weapon Technologies. 2016  [October 15, 2018]. （原始内容存档于2021-01-28）.
2. ↑  . Viridian Weapon Technologies. 2018  [October 15, 2018]. （原始内容存档于2020-12-04）.
3. 1 2 3 4 5 6  . Viridian Weapon Technologies. 2018  [October 15, 2018]. （原始内容存档于2021-01-28）.
4. 1 2 3 4 5  . Viridian Weapon Technologies. 2018  [October 15, 2018]. （原始内容存档于2021-01-28）.
5. 1 2 3 4  . Viridian Weapon Technologies. 2018  [October 15, 2018]. （原始内容存档于2021-01-28）.
6. ↑  . Viridian Weapon Technologies. 2018  [October 15, 2018]. （原始内容存档于2021-04-23）.

## 外部連結
- （英文）—Official website （页面存档备份，存于）—
  - E Series Model Overview （页面存档备份，存于）
  - Reactor Model Overview （页面存档备份，存于）
  - C Series Model Overview （页面存档备份，存于）
  - X Series Model Overview （页面存档备份，存于）
  - About Viridian Weapon Technologies （页面存档备份，存于）